# Giorgio Rebuffi
Giorgio Rebuffi (Milà, 7 de novembre 1928 - 15 d'octubre de 2014) era un dibuixant de còmics italià.
Dissenyador actiu de la immediata postguerra, Rebuffi va començar a treballar amb els còmics el 1949, creant el personatge del xèrif Fox, en col·laboració amb l'editorial Alpe. Després escrigué i dibuixà, renovant l'estil i els diàlegs, les històries de Cucciolo i Beppe, amb personatges com Giona, Bombarda i Pugacioff. El 1952, amb textos de Roberto Renzi, elaborà el personatge de Tiramolla, passant en els anys següents a treballar amb Disney Italia. El 1968 creà l'estudi Bierreci juntament amb Luciano Bottaro i Carlo Chendi.